# Ferromagnetism

Ferromagnetiskt ordnade spinn inom domän.

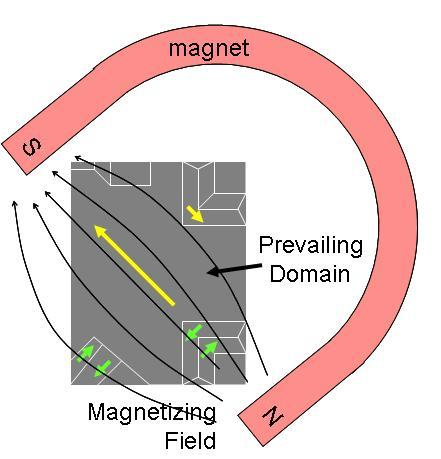
Domän med magnetisering parallellt med det externa fältet dominerar.

Ferromagnetism är en form av magnetiskt fenomen som vissa material uppvisar (andra besläktade magnetiska fenomen är ferrimagnetism och antiferromagnetism). De flesta vardagsfenomen inbegripande magnetism härrör från ferro- eller ferrimagnetiska material, och från permanenta magneter.
Att ett material är ferromagnetiskt innebär att det finns en koppling mellan bärare av magnetiska moment i materialet (atomer, elektroner...) som verkar så att dessa moment riktas parallellt med varandra. Spontant uppstår mikroskopiska områden i materialet (så kallade magnetiska domäner) som är magnetiserade, det vill säga alla magnetiska moment i en viss domän är parallella. Det kan finnas flera möjliga magnetiseringsriktningar i ett magnetiskt material vilket gör att domänernas magnetiska moment pekar åt olika håll och att materialet därigenom på makroskopisk nivå har en låg magnetiseringsgrad. Först när ett tillräckligt stort yttre magnetfält påläggs växer antalet och storleken av domäner med samma magnetiseringsriktning vilket leder till att hela materialet får ett permanent makroskopiskt moment. Också i paramagnetiska material kan magnetisering uppnås på detta sätt men till skillnad från ferromagneter är detta moment inte permanent utan försvinner med det yttre fältet. Ferromagnetiska material uppvisar hysteres.

## Fysikaliskt ursprung
Ferromagnetism är ett kvantfenomen som har sitt ursprung i elektronernas spinnkvanttal och Wolfgang Paulis uteslutningsprincip.

## Ferromagnetiska material
Exempel på ferromagnetiska material syns i tabellen nedan. Curietemperaturen för ett ferromagnetiskt material är den temperatur där materialet övergår från att vara ferromagnetiskt till att bli paramagnetiskt.
| Material | Curietemperatur (K) |
| -------- | ------------------- |
| Co       | 1388                |
| Fe       | 1043                |
| FeOFe2O3 | 858                 |
| NiOFe2O3 | 858                 |
| CuOFe2O3 | 728                 |
| MgOFe2O3 | 713                 |
| MnBi     | 630                 |
| Ni       | 627                 |
| MnSb     | 587                 |
| MnOFe2O3 | 573                 |
| Y3Fe5O12 | 560                 |
| CrO2     | 386                 |
| MnAs     | 318                 |
| Gd       | 292                 |
| Dy       | 88                  |
| EuO      | 69                  |